# 順性院
順性院（1622年—1683年9月19日，即生於元和8年，卒於天和3年7月29日（日本舊曆），德川幕府三代將軍德川家光的側室，家光四子甲府宰相德川綱重的生母。六代將軍德川家宣的祖母。本名阿夏，父親是京都的商人彌市郎，由於阿夏生下家光的兒子，成為武士，並改名為藤枝重家。
阿夏進入大奧後，本來是家光的正室鷹司孝子身旁的侍女，是「御末」以下的官職。像這樣的侍女想見到將軍根本就是不可能的。不過阿夏後來被升為「御湯殿」。「御湯殿」是在將軍入浴時，要在一旁伺候的官職。阿夏就是在照料家光時被家光看上的，並且成為家光的側室。
但是阿夏懷孕時正好是家光四十一歲時，當時的人們認為四十一歲的兒子是不詳的。因此家光決定讓姐姐德川千姬（天樹院）收阿夏即將出生的孩子做養子。不久之後阿夏便住進千姬的住所竹橋御殿。正保元年（1644年）5月24日，阿夏就在竹橋御殿生下家光四子。此子被命名為長松丸，和祖父秀忠的幼名一樣。長松之後也就是以後的甲府宰相綱重。慶安四年（1651年），家光去世，享年四十八歲。二十九歲的阿夏出家，法名順性院。
寬文元年（1661年）阿夏的兒子綱重封予甲府藩25萬石。翌年，寬文2年(1662年)時，十九歲且尚未迎取正室的綱重和側室二十六歲的於保良之方生下阿夏的長孫虎松丸（綱豐，之後的德川家宣）。只不過，綱重對於此子有些忌憚，遲遲不敢承認是自己的親生兒子。到了後來，虎松終於被綱重承認，隨即就被帶去謁見四代將軍德川家綱（綱重的異母兄長）。延寶四年（1676年），十四歲的虎松元服，並改名為綱豐。
延寶六年（1678年），阿夏的獨子綱重突然去世，享年僅三十四歲。而兩年後的延寶八年（1680年），將軍家綱在沒有子嗣的情況下去世，得年四十歲。幕府的大老酒井忠清希望讓有棲川宮親王做將軍，但老中堀田正俊反對，認為家綱同父異母的弟弟綱吉較為合適。
不過阿夏的孫子綱豐（家宣）按照輩分來說是最適宜的，卻沒被列在將軍繼承人的名單內。結果德川綱吉成為五代將軍。天下就成了綱吉和其生母桂昌院阿玉（家光的側室）的天下。而阿夏懷著悲傷的心情下於天和三年（1683年）離開人世，享年六十一歲。
阿夏死後的二十六年，五代將軍綱吉去世，因為沒有子嗣，第六代將軍由綱豐繼承，綱豐也領德川宗家代代相傳的「家」字，改名為家宣。阿夏的曾孫德川家繼之後也順理成章成為七代將軍，不過到了最後，家繼僅七歲便夭折，家光的男系子孫完全斷絕。